# Вејвланд (Мисисипи)
Вејвланд (енгл. Waveland) град је у америчкој савезној држави Мисисипи.

## Демографија
По попису из 2010. године број становника је 6.435, што је 239 (-3,6%) становника мање него 2000. године.
| Група             | 2000.         | 2010.         |
| Белци             | 5.600 (83,9%) | 5.042 (78,4%) |
| Афроамериканци    | 748 (11,2%)   | 857 (13,3%)   |
| Азијати           | 100 (1,5%)    | 95 (1,5%)     |
| Хиспаноамериканци | 135 (2,0%)    | 246 (3,8%)    |
| Укупно            | 6.674         | 6.435         |